# Сингулярный реактор
Сингулярный реактор (коллапсарный реактор) — гипотетический источник энергии, где в качестве рабочего тела используются микроскопические чёрные дыры (коллапсары). Принцип работы такого реактора состоит в использовании энергии, выделяющейся при испарении чёрной дыры, также может использоваться как реактивный двигатель.
Рассматривается два вида сингулярных реакторов:
- взрывного действия — производит отдельные чёрные дыры
- непрерывного действия — чёрная дыра постоянно подпитывается веществом (материей и антиматерией).

## Теория чёрных дыр, необходимая в данном случае
Представления о чёрной дыре как об абсолютно поглощающем объекте были скорректированы Старобинским и Зельдовичем в 1974 году — для вращающихся чёрных дыр, а затем, в общем случае, С. Хокингом в 1975 году. Изучая поведение квантовых полей вблизи чёрной дыры, Хокинг предсказал, что чёрная дыра обязательно излучает частицы во внешнее пространство и тем самым теряет массу. Этот эффект называется излучением (испарением) Хокинга. То есть, гравитационное поле поляризует вакуум, в результате чего возможно образование не только виртуальных, но и реальных пар частица-античастица. Одна из частиц, оказавшаяся чуть ниже горизонта событий, падает внутрь чёрной дыры, а другая, оказавшаяся чуть выше горизонта, улетает, унося энергию (то есть часть массы) чёрной дыры. Мощность излучения чёрной дыры равна
{\displaystyle L={\frac {\hbar c^{6}}{15360\pi G^{2}M^{2}}}={\frac {P_{P}m_{P}^{2}}{15360\pi M^{2}}}},
а потеря массы
{\displaystyle {\frac {dM}{dt}}=-{\frac {\hbar c^{4}}{15360\pi G^{2}M^{2}}}=-{\frac {m_{P}^{3}}{15360\pi t_{P}M^{2}}}}.
Состав излучения зависит от размера чёрной дыры: для больших чёрных дыр — в основном безмассовые фотоны и лёгкие нейтрино, а в спектре лёгких чёрных дыр начинают присутствовать и тяжёлые частицы. Спектр хокинговского излучения для безмассовых полей оказался строго совпадающим с излучением абсолютно чёрного тела, что позволило приписать чёрной дыре температуру
{\displaystyle T_{H}={\frac {\hbar c^{3}}{8\pi kGM}}={\frac {E_{P}^{2}}{8\pi kMc^{2}}}={\frac {m_{P}^{2}c^{2}}{8\pi kM}}={\frac {(m_{P}c)^{2}}{8\pi kM}}={\frac {T_{P}m_{P}}{8\pi M}}},
где ħ — редуцированная постоянная Планка, c — скорость света, k — постоянная Больцмана, G — гравитационная постоянная, M — масса чёрной дыры, {\displaystyle E_{P}} — планковская энергия, {\displaystyle m_{P}} — планковская масса, {\displaystyle m_{P}c} — планковский импульс, {\displaystyle T_{P}} — планковская температура, {\displaystyle P_{P}} — планковская мощность, {\displaystyle t_{P}} — планковское время.
На этой основе была построена термодинамика чёрных дыр, в том числе введено ключевое понятие энтропии чёрной дыры, которая оказалась пропорциональна площади её горизонта событий:
{\displaystyle S={\frac {Akc^{3}}{4\hbar G}}={\frac {Ak}{4S_{P}}}={\frac {Ak}{4{\ell }_{P}^{2}}}},
где {\displaystyle A} — площадь горизонта событий, {\displaystyle S_{P}} — планковская площадь, {\displaystyle {\ell }_{P}} — планковская длина.
Скорость испарения чёрной дыры тем больше, чем меньше её размеры. Испарением чёрных дыр звёздных (и тем более галактических) масштабов можно пренебречь, однако для первичных и в особенности для квантовых чёрных дыр процессы испарения становятся центральными.
За счёт испарения все чёрные дыры теряют массу и время их жизни оказывается конечным:
{\displaystyle \tau ={\frac {5120\pi G^{2}M^{3}}{\hbar c^{4}}}}.
При этом интенсивность испарения нарастает лавинообразно, и заключительный этап эволюции носит характер взрыва, например, чёрная дыра массой 1000 тонн испарится за время порядка 84 секунды, выделив энергию, равную взрыву примерно десяти миллионов атомных бомб средней мощности.
В то же время большие чёрные дыры, температура которых ниже температуры реликтового излучения Вселенной (2,7 К), на современном этапе развития Вселенной могут только расти, так как испускаемое ими излучение имеет меньшую энергию, чем поглощаемое. Данный процесс продлится до тех пор, пока фотонный газ реликтового излучения не остынет в результате расширения Вселенной.
Без квантовой теории гравитации невозможно описать заключительный этап испарения, когда чёрные дыры становятся микроскопическими (квантовыми).

## Питание чёрных дыр
Питающее чёрную дыру вещество вынуждено будет преодолевать световое давление излучения Хокинга.
Для вычисления давления света при нормальном падении излучения и отсутствии рассеяния можно воспользоваться следующей формулой:
{\displaystyle p={\frac {I}{c}}(1-k+\rho ),}
где {\displaystyle I} — интенсивность падающего излучения; {\displaystyle c} — скорость света, {\displaystyle k} — коэффициент пропускания, {\displaystyle \rho } — коэффициент отражения.
Здесь
{\displaystyle I={\frac {L}{\pi R^{2}}}},
R — текущее положение вбрасываемого вещества относительно МЧД (здесь и далее — малая чёрная дыра).

## Балансовое уравнение звездолёта на малых чёрных дырах
Масса звездолёта на малых чёрных дырах равна
{\displaystyle M=M_{s}+M_{d}+M_{k},}
где M — полная масса корабля, Ms — масса малой чёрной дыры корабля, Md — масса двигательной установки корабля, а Mk — масса полезной нагрузки.
Ls — мощность излучения чёрной дыры, равна {\displaystyle Ls={\frac {\hbar c^{6}}{15360\pi G^{2}M_{s}^{2}}},}
расход массы малых чёрных дыр {\displaystyle {\frac {dM_{s}}{dt}}=-{\frac {\mu v\hbar c^{4}}{15360\pi G^{2}M_{s}^{2}}}.}
Ускорение подобного корабля в случае чистого излучения
{\displaystyle a={\frac {\mu uLs}{Mc}}.}
Температура чёрной дыры
{\displaystyle T_{H}={\frac {\hbar c^{3}}{8\pi kGM_{s}}},}
где: {\displaystyle \hbar } — редуцированная постоянная Планка, c — скорость света, k — постоянная Больцмана, G — гравитационная постоянная.

В этих формулах учтены коэффициенты полезного действия системы:
```

  

    

      

        
μ

        
v

      

    

    
{\displaystyle \mu v}

  

 — сколько вещества удаётся протолкнуть в МЧД для её поддержания в равновесии,

  

    

      

        
μ

        
u

      

    

    
{\displaystyle \mu u}

  

 — сколько из получаемой энергии удаётся направить в ускорители, а сколько уйдёт в радиаторы.
```

Балансовое уравнение, связывает массы и ускорение:
```

  

    

      

        
K

        
s

        
s

        
=

        

          
M

          

            
s

          

          

            
2

          

        

        
(

        

          
M

          

            
s

          

        

        
+

        

          
M

          

            
d

          

        

        
+

        

          
M

          

            
k

          

        

        
)

        
a

      

    

    
{\displaystyle Kss=M_{s}^{2}(M_{s}+M_{d}+M_{k})a}

  

, 
```

```

  

    

      

        
K

        
s

        
s

        
=

        

          

            

              
ℏ

              

                
c

                

                  
5

                

              

            

            

              
15360

              
π

              

                
G

                

                  
2

                

              

            

          

        

      

    

    
{\displaystyle Kss={\frac {\hbar c^{5}}{15360\pi G^{2}}}}

  

.
```

Величина Kss равна 1,19*1024 кг3м/с2.

## Двигатель на чёрной дыре в фантастике
Концепция сингулярных реакторов возникла в научной фантастике после появления теории Хокинга. Они рассматриваются как альтернатива аннигиляционным реакторам и реакторам искусственного распада протонов, поскольку эффект Хокинга можно рассматривать как способ превращения материи в энергию, альтернативный аннигиляции. Несмотря на то, что такой реактор, в отличие от большинства фантастических источников энергии, имеет научное обоснование, многие технические аспекты реализации такого устройства совершенно непонятны, в первую очередь — способ производства и удержания чёрных дыр.
Сингулярный реактор или двигатель в том или ином виде встречается в различных произведениях научной фантастики и играх:
- Sid Meier’s Alpha Centauri
- Вавилон-5
- Звёздные войны — «Singularity reactor»
- X3 — «Singularity Engine Time Accelerator»
- Total Annihilation: Spring
- Космические рейнджеры 2
- Звёздные врата: SG-1 (и дочерние сериалы)
- Звёздный путь — сингулярные реакторы использовали ромуляне.
- Квантовый вор
- Space Station 13 — в большинстве версий игры сингулярный двигатель является основным источником энергии для станции и, вероятно, используется для корректировки орбиты.
- Сквозь горизонт